# بوخا (زاله-ارلا)
بوخا (به آلمانی: Bucha) یک شهر در آلمان است که در زاله-ارلا واقع شده‌است. بوخا ۹۵ نفر جمعیت دارد.